# Садохо, Валерий Евгеньевич
Валерий Евгеньевич Садохо (бел. Валерый Яўгенавіч Садоха; род. 16 августа 1950, Плиса, Глубокский район, Полоцкая область, БССР, СССР) — белорусский государственный деятель, дипломат.

## Биография
Окончил Белорусский технологический институт в 1973 году, аспирантуру Государственного научно-исследовательского института строительства СССР в 1978 году, Всероссийскую академию внешней торговли в 1995 году. Служил в армии в 1973-1974 гг.
- 1974—1978 гг. — Старший инженер Института строительства и архитектуры Госстроя БССР (ИСиА), аспирант Лаборатории пространственной экономики и конструкций Государственного строительного института СССР.
- 1979—1984 гг. — Старший научный сотрудник Института государственного строительства БССР.
- 1984—1991 — заведующий лабораторией НПТА «Белбуднавука».
- 1991—1992 гг. — Главный специалист Управления государственных экономических связей Республики Беларусь.
- 1993—1994 — Заместитель начальника Управления нетарифного регулирования Государственных внешнеэкономических связей Республики Беларусь.
- 1994—1997 — Первый секретарь Посольства Республики Беларусь в Республике Польша.
- 1997—1998 — Заместитель Министра внешних экономических связей Республики Беларусь.
- 1998—2000 — Заместитель Министра иностранных дел Республики Беларусь.
- 2000—2002 гг. — Чрезвычайный и Полномочный Посол Республики Беларусь в Соединенном Королевстве Великобритании и Северной Ирландии.
- 2002—2004 гг. — Чрезвычайный и Полномочный Посол Министерства иностранных дел Республики Беларусь.
- 2004—2009 гг. — Советник-посланник, руководитель торгово-экономического представительства Посольства Республики Беларусь в Российской Федерации.
- 2009—02.2011 — Директор Департамента внешнеэкономической деятельности Министерства иностранных дел Республики Беларусь.
- 02.2011—06.2016 — Чрезвычайный и Полномочный Посол Республики Беларусь в Социалистической Республике Вьетнам.

Говорит на английском, польском и немецком языках.

## Семья
Женат, имеет двух дочерей.